# Michaił Markow
Michaił Markow (ros. Михаил Марков; ur. 17 lipca 1938, zm. 8 maja 2012 w Moskwie) – radziecki kolarz torowy, srebrny medalista mistrzostw świata.

## Kariera
Największy sukces w karierze Michaił Markow osiągnął w 1967 roku, kiedy zdobył srebrny medal w wyścigu ze startu zatrzymanego amatorów podczas mistrzostw świata w Amsterdamie. W zawodach tych wyprzedził go jedynie Holender Piet de Wit, za trzecie miejsce zajął kolejny reprezentant Holandii - Dries Helsloot. Był to jedyny medal wywalczony przez Markowa na międzynarodowej imprezie tej rangi. Nigdy nie wystartował na igrzyskach olimpijskich.